# ارتش اسلامی
ارتش اسلامی(به عربی: الفيلق الإسلامي) توسط معمر قذافی در سال ۱۹۷۲ میلادی تشکیل شد که به‌وسیلهٔ آن در جهت یکپارچه‌سازی و عربی کردن منطقه گام بردارد. اولویت فعالیت ارتش اسلامی، چاد و سودان بود. در استان دارفور که در غرب سودان واقع شده بود قذافی از تشکیل مجمع عربی حمایت کرد. این مجمع که زیرنظر جرارد پرونیر فعالیت می‌کرد، یک سازمان ستیزه‌جوی پان عرب بود که بر عربی بودن دارفور تأکید داشت. ارتش اسلامی اغلب متشکل از مهاجران کشورهای ساحلی فقیر بود، لیکن براساس یک منبع موثق، هزاران پاکستانی که با هویت‌های جعلی در شهرهای لیبی کار می‌کردند نیز عضو این ارتش بودند. به‌طور کلی می‌توان گفت اعضای این ارتش مهاجرانی بودند که بدون هیچ تفکری راجع به جنگ به لیبی رفته بودند. اینان آموزش‌های نظامی اندکی دیده و تعهد کمی به ارتش داشتند. یک روزنامه‌نگار فرانسوی درباره نیروهای این ارتش در چاد، می‌گوید: آن‌ها همه عرب، خارجی یا آفریقایی-آمریکایی بودند که برخلاف تصورشان که گمان می‌کردند با آمدن به لیبی می‌توانند یک شغل اجتماعی بیابند، به استخدام نیروهای نظامی درآمده و می‌بایست در بیابان‌های ناشناخته به جنگ می‌پرداختند.
در آغاز سال ۱۹۸۷ میلادی با حمله لیبی به چاد ارتش اسلامی نیروهای خود را در استان دارفور مستقر کرد. حملات متداوم در طول مرز باعث ایجاد تنازعات قومیتی در استان دارفور شد و این کشمکش‌ها باعث کشته شدن بیش از ۹۰۰۰ نفر در بازه زمانی ۱۹۸۵ میلادی تا ۱۹۸۹ میلادی شد. جنجویدها گروهی بوند که در سال ۲۰۰۰ میلادی متهم به نسل‌کشی شدند، در سال ۱۹۸۸ میلادی به رهبری برخی از سران سابق ارتش اسلامی تشکیل شد.